# Приморско течение
Приморско течение е хладно морско течение в Японско море.
Приморското течение започва от Татарския проток в южна посока покрай бреговете на Приморския край. При нос Поворотний то се раздвоява като по-силната му част завива в посока навътре в морето, а другия му клон се слива със Севернокорейското течение и поема на юг покрай бреговете на Корейския полуостров.
Приморското и Цушимското течение създават основната циркулация на водите в Японско море в посока обратна на часовниковата стрелка.
Скоростта на течението е около 1 km/h, на места 2 - 2,5 km/h. Широко е около 100 km, а дебелината му е около 50 m.
Приморското течение оказва съществено влияние на климата в Приморския край. През лятото времето по крайбрежието е прохладно, а през зимата е меко и значително по-топло от вътрешността на континента. В резултат на температурните разлики обаче през лятото течението е причина за образуването на гъсти мъгли в района.